# Teratoneura
Teratoneura là một chi bướm ngày thuộc họ Lycaenidae.